# Horst Scheffler (Maler)
Horst Scheffler (* 26. April 1935 in Heinrichswalde (Ostpreußen)) ist ein deutscher Maler und Grafiker.

## Biografie
Scheffler machte zunächst 1949 bis 1952 eine Tischlerlehre in Mittelhessen. 1953 bis 1955 besuchte er die Werkkunstschule in Hanau, 1956 bis 1958 die Werkkunstschule in Hamburg. 
1968 verbrachte er einen Studienaufenthalt in der Schweiz, wo er Bekanntschaft mit Richard Paul Lohse und Camille Graeser schloss, 1969 folgte ein Studienaufenthalt in Westberlin sowie ein Stipendium der Stadt Bremen. 1970 folgte ein Parisaufenthalt, wo er die Bekanntschaft mit Leo Breuer machte. 1971 erhielt er den Förderpreis der Stadt Bremen. Von 1971 bis 1998 war er hauptberuflich als Kunst- und Werklehrer in Bremen tätig. 1979 führte ihn ein Studienaufenthalt in die USA, wo er u. a. Rudolf Arnheim besuchte.

## Gestaltungsthemen

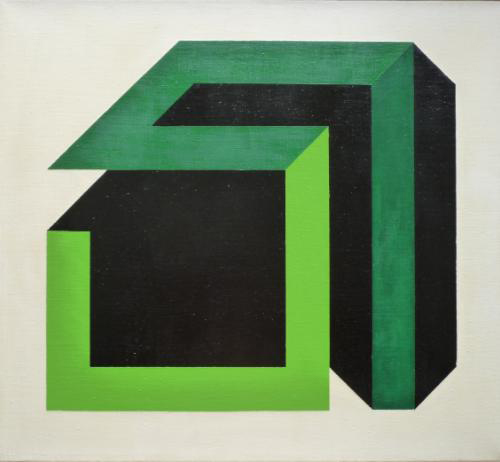
GEGENWINKEL MODULATION II, 1978, Oel/Lwd, 45 × 50 cm

Schefflers Arbeiten, eine Form elementarer Ordnungszustände, wechseln vom Rationalen ständig in irrationale bildliche Darstellungen. Diese immanente Wechseldynamik bewusster Farb-, Flächen- und Raumerfahrungen zeigt dem Betrachter mehrpolige Spannungen von Bildelementen, die sein gesamtes Werk prägen. Entgegen der konkreten Kunst von Bill und Lohse, für die ein Bild vollkommen schlüssig auflösbar sein muss, schreibt Scheffler: Bilder sind mir für den Bereich notwendig, der rational nicht immer fassbar ist, wie im Leben, das oft durch viele Variablen mitbestimmt wird.
Geometrie ist die Lehre der Konstruierbarkeit von Ereignissen, so Scheffler in einem Aphorismus im Ausstellungskatalog seiner Retrospektive im Jahre 1986. Mit diesem Satz trifft er den Kern seiner Malerei und Zeichnungen. Seine Nähe zum mathematischen und geometrischen Denken als Gestaltungsprinzip eröffnet einen Kanon vielfältiger konstruktivistischer Bildideen aus optisch-logischem und objektiv-logischem Bildvokabular.
Seit 60 Jahren behandelte Prinzipien: Zahlorientierte Teilungen und Kombinatorik / Modulare Malerei und Objekte / Serielle kubische und Winkelthemen / Programmierte Raster mit flexiblen Elementen / Wandgestaltungen in öffentlichen Bauten.

## Werke (Auswahl)

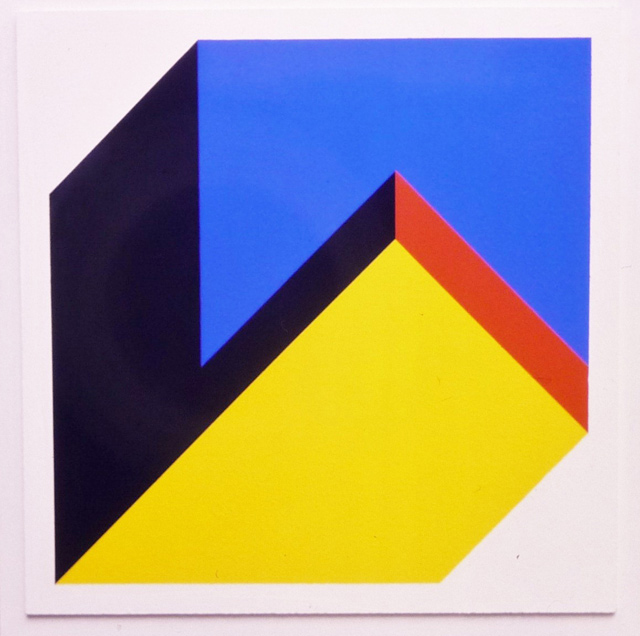
Ohne Titel, 1977, Kaseintempera-Spanplatte, 59 × 59 cm
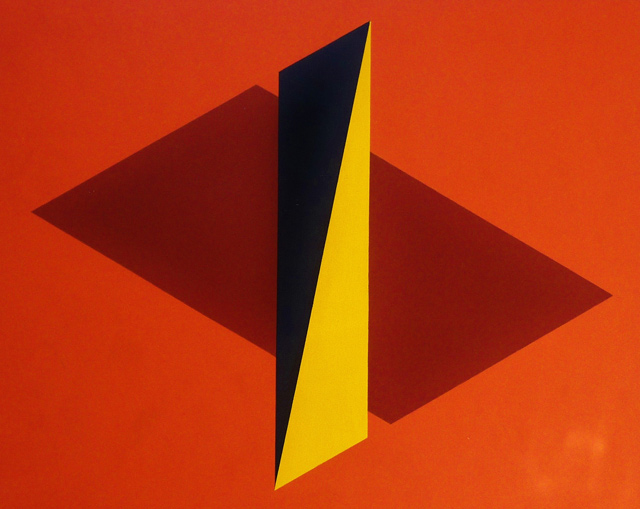
Apollinischer Klang, 1977, Oel/Lwd, 60 × 75 cm
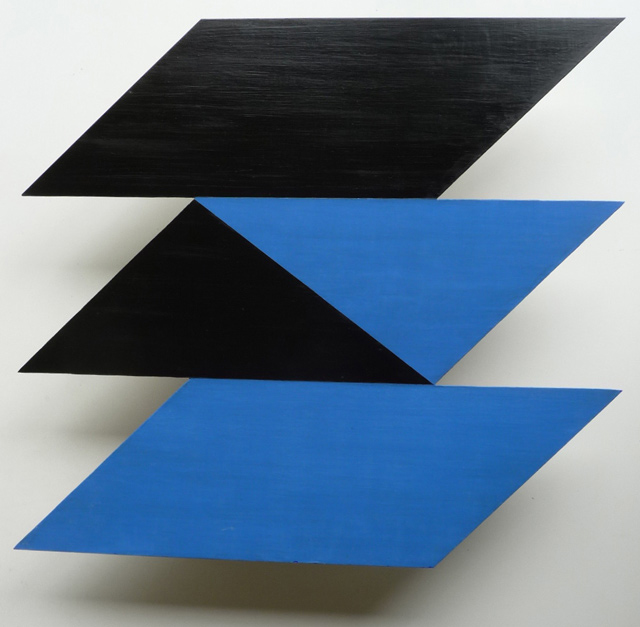
Äqui-Balance, 1974, Oel/Aluminiumplatte, 50 × 50 cm
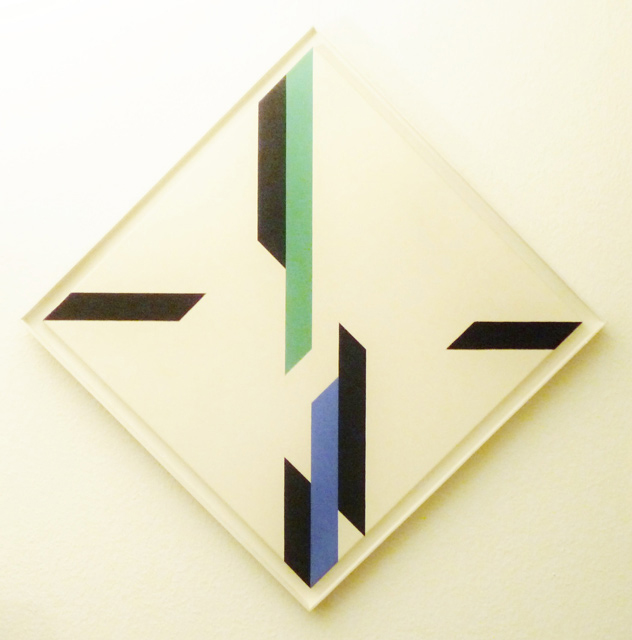
Bi-axiale Raummodulation, 2014, KHD./Leinwand, 107 × 107 cm
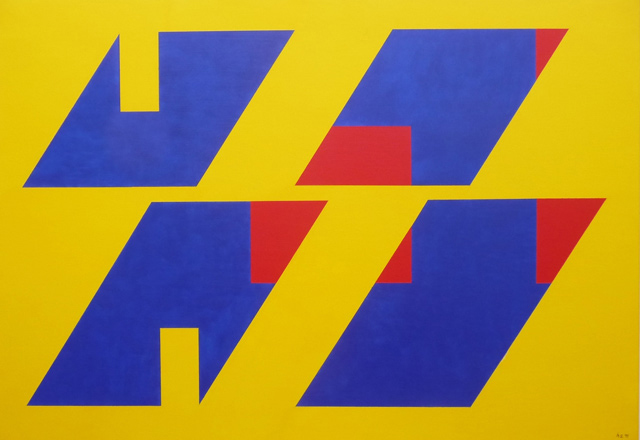
Konfigurierte Energie, 2011, Öl/Leinwand, 70 × 100 cm

## Einzelausstellungen
- 1964 Hamburg, Wasserturm im Stadtpark: Reliefmalerei und Graphik
- 1967 Bremen-Nord, Gemeindehaus: Malerei, Graphik, Plastik
- 1968 Bremen, Galerie im Schüsselkorb
- 1970 Hamburg, Galerie Fürneisen-Dröscher
- 1971 Bremen, Kunsthalle: Modulare Malerei und Objekte
- 1971 Hannover, T-Galerie
- 1972 Nürnberg, Galerie Keresztes: Bilder, Graphik, Spielobjekte
- 1972 Köln, Galerie Reckermann: Polare Modulationen
- 1974 Bremen, Kabinett 2, Galerie Werner
- 1974 Oldenburg, Landesmuseum: Raumirritationen
- 1974 Amsterdam (Niederlande), Galerie van Hulsen
- 1980 Worpswede, Kunsthalle Friedrich Netzel
- 1984 Bremen, Kunsthalle Kupferstichkabinett
- 1986 Bremen, Galerie Uwe Michael: Retrospektive
- 2010 Quedlinburg, Palais Salfeld

## Ausstellungsbeteiligungen
- 1967 Hildesheim, Roemer-Pelizaeus-Museum
- 1968 Bremerhaven, Kunsthalle: Künstler des Landes Bremen
- 1969 Berlin, Galerie „b 6“
- 1969 Hagen / Westf., Karl-Ernst-Osthaus-Museum: 7 BEITRÄGE ZUR DEUTSCHEN KUNST DER GEGENWART
- 1969 Bremen, Kunsthalle: Kunst aus unserer Zeit, Sammlung W. u. U. Hermann
- 1969 Hannover, Kunstverein: 57. Herbstausstellung
- 1969 Hannover, 17. Ausstellung Deutscher Künstlerbund
- 1970 Hannover, Kunstverein: 58. Herbstausstellung
- 1970 Hamburg, Kunsthaus: Junge Hamburger
- 1970 Bremen, Galerie de Gestio
- 1970 Berlin, Galerie daedalus: Miniobjekte und -malerei
- 1970 Hamburg, Kunsthaus: Das Kleine Format
- 1971 Hannover, Kunstverein: 59. Herbstausstellung
- 1971 Mailand (Italien), Square Galerie: Arte contemporare internationale
- 1972 Lausanne (Schweiz), Galerie Alice Pauli
- 1972 New York City, Los Angeles, Chicago, San Francisco (alle USA): Galerie und Edition Domberger
- 1973 Berlin, Neue Nationalgalerie: 21. Ausstellung Deutscher Künstlerbund: "Visuelle Ordnung"
- 1973 Tokio, Kobe, Kyoto (alle Japan): „International Joined Exhibition of Japan and Germany“
- 1974 Katowice (Polen), Exposition international de la Gravure
- 1974 Krakowie (Polen), La V. Biennale de la Gravure
- 1974 Rottweil, Stadtfest: Künstler machen Fahnen für Rottweil
- 1978 Berlin, Staatliche Kunsthalle: 26. Ausstellung Deutscher Künstlerbund
- 1978 Wilhelmshaven, Kunsthalle: Sammlung W. u. U. Hermann
- 1979 Ulm, Museum
- 1985 Mendrisio (Schweiz), Museo d‘Arte: Lithografien Carte Lafranca
- 1985 Uster (Schweiz), Stadthaus: Lithografien Carte Lafranca
- 1987 und 1990 Bremen, Galerie Uwe Michael
- 2016 Herlen (Niederlande), Glaspalais Schunck: Internationale Kunst um zu spielen
- 2017 Linz (Österreich), Landesgalerie Linz: Variable Objekte: Kunst zum Spielen
- 2018 Würzburg, Museum im Kulturspeicher: Spielraum. Kunst, die sich verändern läßt
- 2019/2020 Bremen, Städtische Galerie Bremen: konkret bremen I
- 2020 Bremen, galerie mitte im KUBO: Der lange Atem der konkreten Kunst